# Candidianus von Aquileia

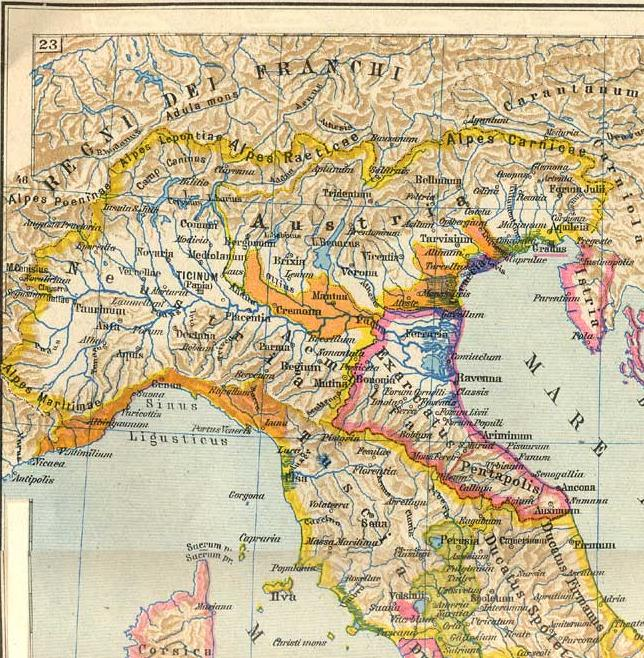
Langobardische und oströmische Gebiete vor 603

Candidianus († 612 (?)) war von 606 bis zu seinem Tod Patriarch von Aquileia. Die Residenz der Patriarchen war zu dieser Zeit allerdings nicht Aquileia, sondern Grado, da die Patriarchen vor der Herrschaft der Langobarden (ab 568) in die als sicherer geltende Lagune von Grado geflohen waren. Candidianus spielte insofern im Dreikapitelstreit eine wichtige Rolle, als er kurz nach der Amtsübernahme in die Gemeinschaft mit der Römischen Kirche zurückkehrte.
Dies löste allerdings nicht die im Nordosten Italien besonders ausgeprägte Kirchenspaltung, denn Gegner dieser kirchlichen Wiedervereinigung mit Rom wählten sogleich einen neuen (in den Augen des Papstes schismatischen) Patriarchen, nämlich Johannes I., der wieder in der alten Residenzstadt Aquileia seinen Amtsort wählte, und damit im Langobardenreich. Damit fielen Aquileia (mit wechselnden Residenzorten), Langobardenreich und Schismatiker auf der einen Seite, und Grado, Oströmisches Reich und Papstanhänger für über 90 Jahre auseinander.
Beim Titel der Patriarchen ist die Situation ähnlich unübersichtlich. So werden Candidianus und seine Nachfolger nunmehr als Patriarchen von Grado bezeichnet, obwohl schon ihre Vorgänger seit Paulus I. dort residiert hatten. Offiziell allerdings haben auch die Patriarchen, die weiterhin in Grado residierten, und das in den öströmischen Machtbereich fiel, genauso wie die Städte um die Lagune von Venedig, stets, auch über das Ende des Schismas hinaus, den Titel Patriarch von Aquileia weitergeführt. Dies galt so lange, bis ihr Titel mit dem des Bischofs von Venedig zu dem des Patriarchen von Venedig vereinigt wurde. Venedig seinerseits war an eine Rückkehr der Grado unterstellten Bistümer unter den in Aquileia residierenden Patriarchen nicht interessiert, weil dies zum Einfallstor in seine Interessensphäre hätte werden können.

## Rahmenbedingungen: Dreikapitelstreit
Über die Herkunft und die Zeit vor seiner Erhebung zum Patriarchen ist nichts bekannt. Nur durch die Auseinandersetzungen im Dreikapitelstreit erhielt Candidianus einen prominenten Platz in der Überlieferung.
Schon Kaiser Justinian hatte „nestorianisierende“ Theologen verurteilen lassen (Nestorius, 428–431 Patriarch der Reichshauptstadt). Eine entsprechende Glaubenserklärung sollte von allen Patriarchen und deren Klerus unterschrieben werden. Darin wurden die Schriften dreier Theologen aus dem Osten des Reiches – daher Dreikapitelstreit – verurteilt, nämlich diejenigen des Ibas von Edessa, des Theodoret von Kyrrhos und die des Theodor von Mopsuestia. Im Nordosten Italiens und im heutigen Slowenien sowie auf Istrien wehrte sich der Klerus gegen die kaiserliche Verurteilung, die auch von Papst Vigilius abgelehnt wurde, ebenso wie von weiten Teilen des afrikanischen Klerus. Als Vigilius 548 in Konstantinopel erschien und in dieser Frage nachgab, schlossen ihn die afrikanischen Kleriker aus. 553 erließ ein Konzil eine kaiserlich unterstützte Verurteilung, die bereits zwei Jahre zuvor durch Justinian erfolgt war. Dies führte zum Schisma, einer Kirchenspaltung, die 150 Jahre anhalten sollte. Als 607 der Patriarch Candidianus abschwor, kam es zu einer Abspaltung im inzwischen langobardischen Aquileia, so dass in Grado ein Patriarchat dauerhaft Bestand hatte, das sich den kaiserlichen Vorstellungen fügte. Die Schismatiker beherrschten Aquileia hingegen über längere Zeit, allerdings bei wechselnden Residenzorten. Erst Ende des 7. Jahrhunderts wurde die Kirchenspaltung durch eine Kirchenversammlung beendet.

## Amtszeit im Dreikapitelstreit

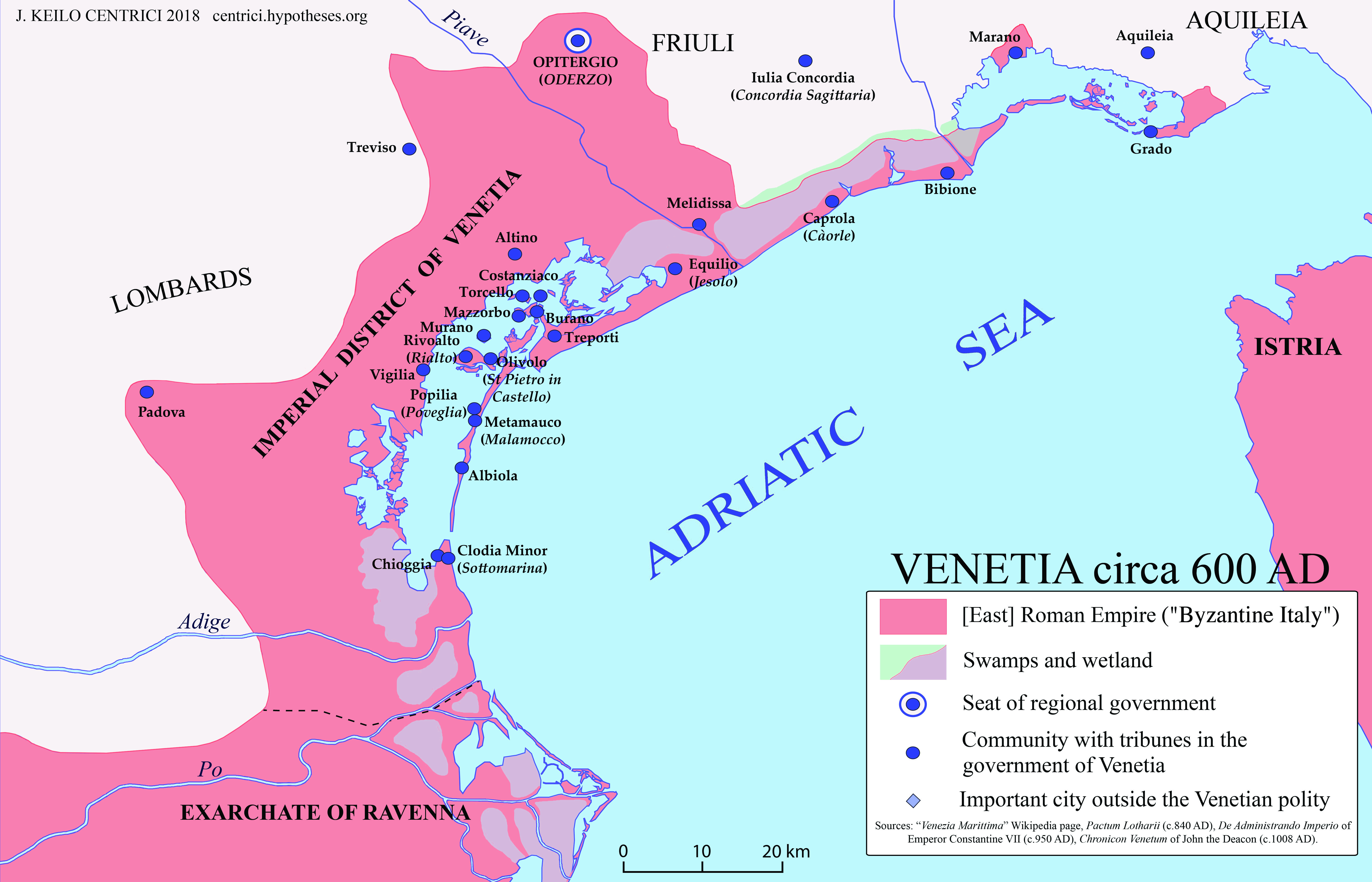
Die Lagune von Venedig und die von Grado mit den benachbarten Gebieten, die um 600 noch zum oströmischen Herrschaftsgebiet gehörten

Schon lange waren die oströmischen Amtsträger vom Papst aufgefordert worden, dem Treiben der Schismatiker notfalls mit Gewalt ein Ende zu setzen. Kaum war seinerzeit Helias von Aquileia gestorben (586), hatte der oströmische Statthalter, der Exarch von Ravenna, sogleich zum Mittel der Gewalt gegriffen, um den in Grado (Aquileia war inzwischen langobardisch, der Klerus in die Lagune von Grado geflohen) gewählten, jedoch schismatischen Patriarchen gefangenzusetzen.
Paulus Diaconus, der für diese Zeit in Italien wichtigste Geschichtsschreiber, widmet diesen Vorgängen in seiner Historia Langobardorum einen längeren Abschnitt. Severus, der Vorgänger des Candidianus, wurde demnach von Smaragdus, dem oströmischen Exarchen von Ravenna, als dieser nach Grado kam, eigenhändig gezwungen, die dortige Basilika zu verlassen. Er wurde, gemeinsam mit anderen Klerikern, gewaltsam für ein Jahr nach Ravenna verbracht. Als die betroffenen Kleriker wieder in ihre Städte zurückkehrten, wollte weder die „plebs communicare“, noch wurden sie von den übrigen Bischöfen aufgenommen, ohne dass sie zuvor ihre Abschwörung widerrufen hätten. Severus kehrte dementsprechend im Jahr 591 wieder zu den Drei Kapiteln zurück. Kaiser Maurikios insistierte nicht auf einem erneuten gewaltsamen Vorgehen, aber als Severus starb und Grado weiterhin Rom ungehorsam blieb, kam es bei der Wahl seines Nachfolgers erneut zur Gewaltanwendung.
Nach dem Tod des Patriarchen Severus folgte ihm, im Einverständnis mit dem langobardischen König sowie dem langobardischen Herzog Gisulf, Abt Johannes im Amt. Der neue Patriarch, Candidianus, wurde hingegen von der oströmischen Obrigkeit durchgesetzt, weil dies versprach, dass die Kirche von Aquileia dem Schisma abschwört: Ein Teil der Schismatiker floh jedoch ins Langobardenreich und wählte den in Roms Augen schismatischen Abt Johannes zum Patriarchen. Auf Candidianus, so schildert es Paulus Diaconus, folgte der oberste Notar Epiphanius. Dieser wurde gleichfalls Patriarch, so dass ab dieser Zeit zwei Patriarchen existierten: „ex illo tempore coeperunt duo esse patriarchae“ (IV, 33).
Die Spaltung des Patriarchats in Aquileia und Grado, einschließlich der lange anhaltenden Auseinandersetzungen um die Obödienzen der zugehörigen Bischöfe bis weit nach Istrien hinein, blieb auch dann fortbestehen, als die zunächst weiterhin schismatischen Patriarchen nach der endgültigen Beilegung des Konflikts Ende des 7. Jahrhunderts auf die römische Seite wechselten. Dabei blieb Grado im Umkreis der oströmisch-byzantinischen, später venezianischen Interessen, Aquileia-Cividale hingegen im Umkreis zunächst der Langobarden, dann der Karolinger, schließlich des Römisch-deutschen Reiches. 827 verlegte der Patriarch von Aquileia seine Residenz von Cividale zurück nach Aquileia. Dieser Zustand der Spaltung des Patriarchats, entstanden durch das Schisma und dauerhaft geworden durch die territorialen Grenzen der Großmächte, endete erst Anfang/Mitte des 15. Jahrhunderts.